# Robert Denmark
Robert « Rob » Neil Denmark (né le 23 novembre 1968 à Billericay, Angleterre) est un athlète britannique, spécialiste des courses de fond.

## Biographie
Il remporte la médaille de bronze du 3 000 m lors des Championnats du monde en salle 1991, à Séville, devancé par l'Irlandais Frank O'Mara et le Marocain Hammou Boutayeb. Il se classe septième du 5 000 m lors des Jeux olympiques de 1992, à Barcelone.
En 1994, Rob Denmark remporte l'épreuve du 5 000 m des Jeux du Commonwealth dans le temps de 13 min 23 s 00. Il se classe par ailleurs deuxième du 5 000 m lors des Championnats d'Europe d'Helsinki, derrière l'Allemand Dieter Baumann, et troisième du 10 000 m lors de la Coupe du monde des nations de Londres.

### Palmarès
| Date | Compétition                    | Lieu      | Résultat | Épreuve  |
| ---- | ------------------------------ | --------- | -------- | -------- |
| 1991 | Championnats du monde en salle | Séville   | 3e       | 3 000 m  |
| 1992 | Jeux olympiques                | Barcelone | 7e       | 5 000 m  |
| 1994 | Jeux du Commonwealth           | Victoria  | 1er      | 5 000 m  |
| 1994 | Championnats d'Europe          | Helsinki  | 2e       | 5 000 m  |
| 1994 | Coupe du monde des nations     | Londres   | 3e       | 10 000 m |

### Records
| Épreuve  | Performance    | Lieu    | Date            |
| -------- | -------------- | ------- | --------------- |
| 3 000 m  | 7 min 39 s 55  | Cologne | 31 juillet 1993 |
| 5 000 m  | 13 min 10 s 24 | Rome    | 9 juin 1992     |
| 10 000 m | 28 min 03 s 31 | Watford | 21 juillet 2000 |